# 三木露風
三木 露風（みき ろふう、1889年（明治22年）6月23日 - 1964年（昭和39年）12月29日）は、日本の詩人、童謡作家、歌人、随筆家。本名は三木 操（みき みさお）。異父弟に映画カメラマンの碧川道夫がいる。国木田独歩の曾祖母が三木家出身。その縁もあり1912年『独歩詩集』を刊行した。早稲田詩社結成に加わり、『廃園』（1909年）を刊行。ほかに詩集『寂しき曙』（1910年）、『白き手の猟人』（1913年）など。
近代日本を代表する詩人・作詞家として、北原白秋と並んで「白露時代」を築いた。若き日は日本における象徴派詩人でもあった。

## 略歴
1889年（明治22年）6月23日、兵庫県揖西郡龍野町（現・たつの市）に父・三木節次郎、母・かたの長男として生まれた。5歳の時に両親が離婚し、祖父の元に引き取られて育てられた。
早熟の天才であり、小中学生時代から詩や俳句・短歌を新聞や雑誌に寄稿していた。1905年（明治38年）に17歳で処女詩集『夏姫』を、1909年（明治42年）には20歳で代表作『廃園』を出版し、北原白秋とともに注目された。
龍野中学校（現・兵庫県立龍野高等学校）で一年学んだ後、中退して上京。早稲田大学および慶應義塾大学で学んだ。
1918年（大正7年）頃から、鈴木三重吉の赤い鳥運動に参加し、童謡の作詞を手掛ける。1921年（大正10年）には童謡集『真珠島』を出版した。本書に収録された童謡「赤とんぼ」は、山田耕筰によって作曲され、現代でも広く知られている。
1916年（大正5年）から1924年（大正13年）まで、北海道上磯町（現・北斗市）のトラピスト修道院で文学講師を務めた。その間の1922年（大正11年）、ここでカトリックの洗礼を受けクリスチャンになる。
キリスト教の信仰に基づく詩集のほか、『日本カトリック教史』や随筆『修道院生活』などを著し、バチカンからキリスト教聖騎士の称号を授与された。
1928年（昭和3年）より、東京都三鷹市牟礼に在住。以来1964年（昭和39年）に死去するまでの36年間、この地に居を構える。
当時の三鷹は、桑畑や雑木林が連なる武蔵野の農村で、牟礼田んぼに霞がかかる田園地帯であった。この地の自然を愛した露風は、出身地である龍野町（現・たつの市）にある龍野城が別名「霞城」と呼ばれたことから、牟礼に新築した自宅を「遠霞荘」と名付けていた。
旧居宅は1990年（平成2年）まで現存していたが、現在は庭の松の木だけが残り、三鷹市により「三木露風旧居跡」として案内板が設置されている。所在地は三鷹市牟礼4-17-18。
1963年（昭和38年）に紫綬褒章受章。翌1964年（昭和39年）12月21日午前9時15分頃、三鷹市内の下連雀郵便局から出てきたところを、タクシーにはね飛ばされ頭蓋骨骨折で病院に運ばれ意識不明の重体となる。その8日後の12月29日午後3時35分頃に脳内出血により75歳で死去。
旧居宅にもほど近い、大盛寺別院墓地（三鷹市牟礼2-14-16）に墓がある。戒名は穐雲院赤蛉露風居士。死去の翌年、1965年（昭和40年）に勲四等瑞宝章受章。

### ゆかりの地
出身地の龍野市では、1985年（昭和60年）より「三木露風賞・新しい童謡コンクール」を毎年開催しているが、2005年10月1日の市町村合併にともないたつの市となり、コンクールの運営はたつの市に引き継がれた。
2001年（平成13年）には露風の功績を記念し、龍野市（現・たつの市）と三鷹市の間で姉妹都市提携が結ばれた。
1959年（昭和34年）開校した三鷹市立高山小学校（三鷹市牟礼4-6-12）には校歌がなく、1963年（昭和38年）、近隣に住む露風に作詞を依頼して校歌が制定された。高山小学校の校内には「三木露風コーナー」が設置され、自筆原稿や年譜などの資料が展示されている。
2009年（平成21年）2月、三鷹市は三木露風生誕120周年記念事業として、露風が36年間暮らした牟礼の地に「赤とんぼ児童遊園」を開設した。三鷹台団地の建て替えにともない整備されたもので、童謡「赤とんぼ」の歌碑や露風の足跡を記した歌碑などが設置されている。
また三鷹駅南口の中央通り沿いには「赤とんぼ」の姉妹の像もあり、「赤とんぼ」の曲は三鷹市防災無線の夕方の時報にも採用されている。三鷹市のコミュニティバス「みたかシティバス」は「赤とんぼバス」の愛称が付けられ、赤色の車体にとんぼのマークが描かれている。

## 著書

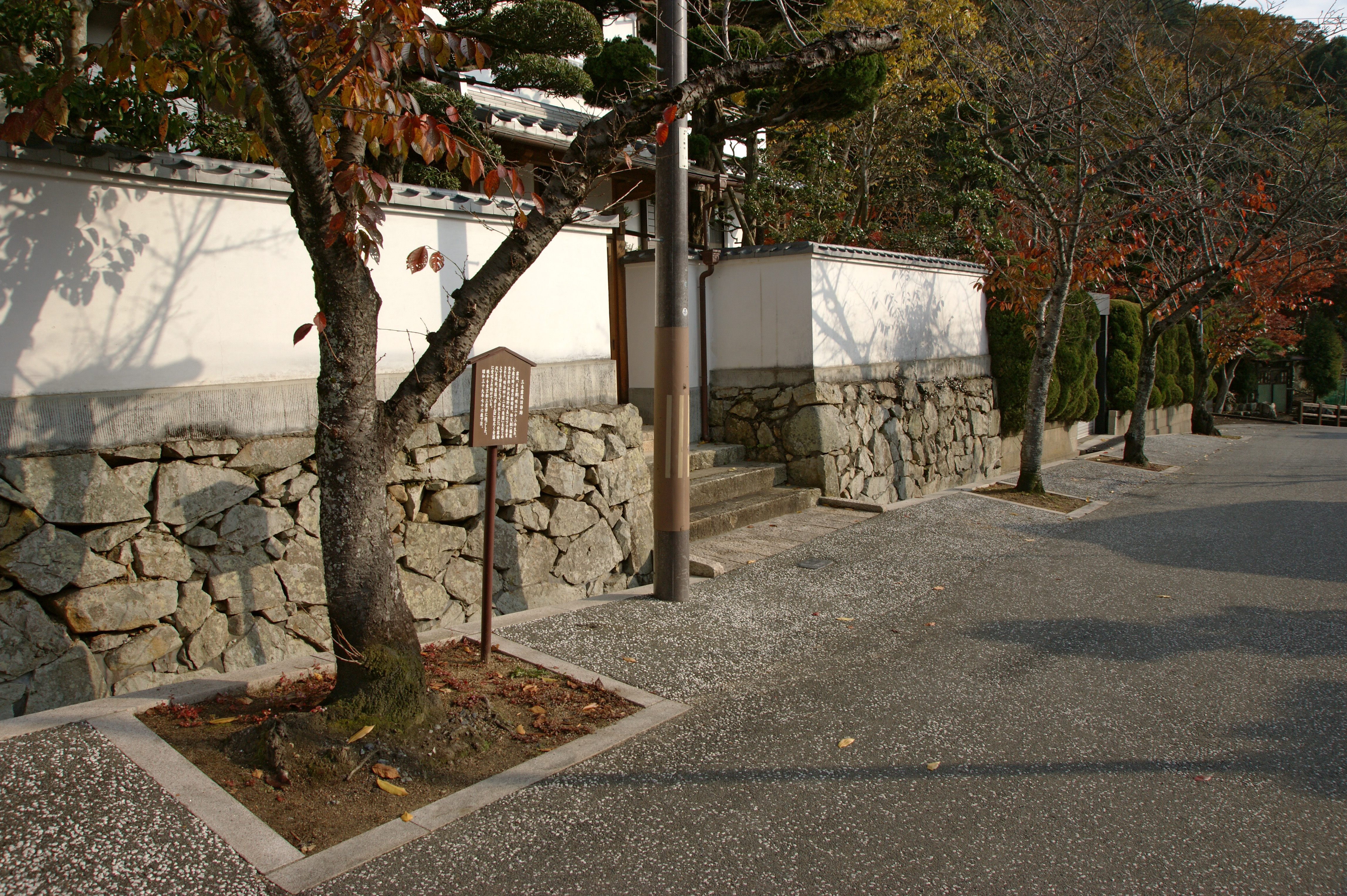
生家跡（兵庫県たつの市）

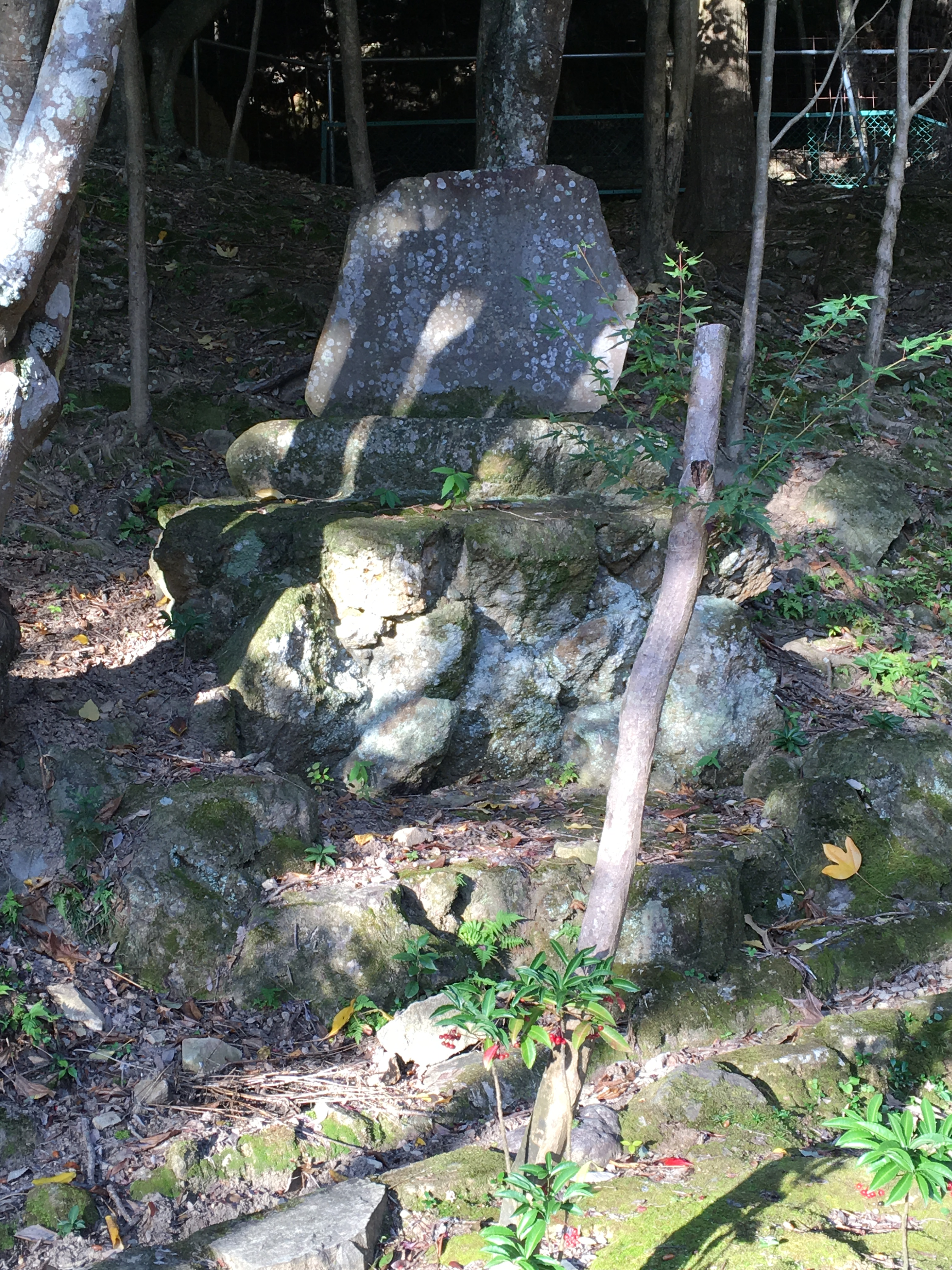
聚遠亭内、「ふるさとの」詩碑

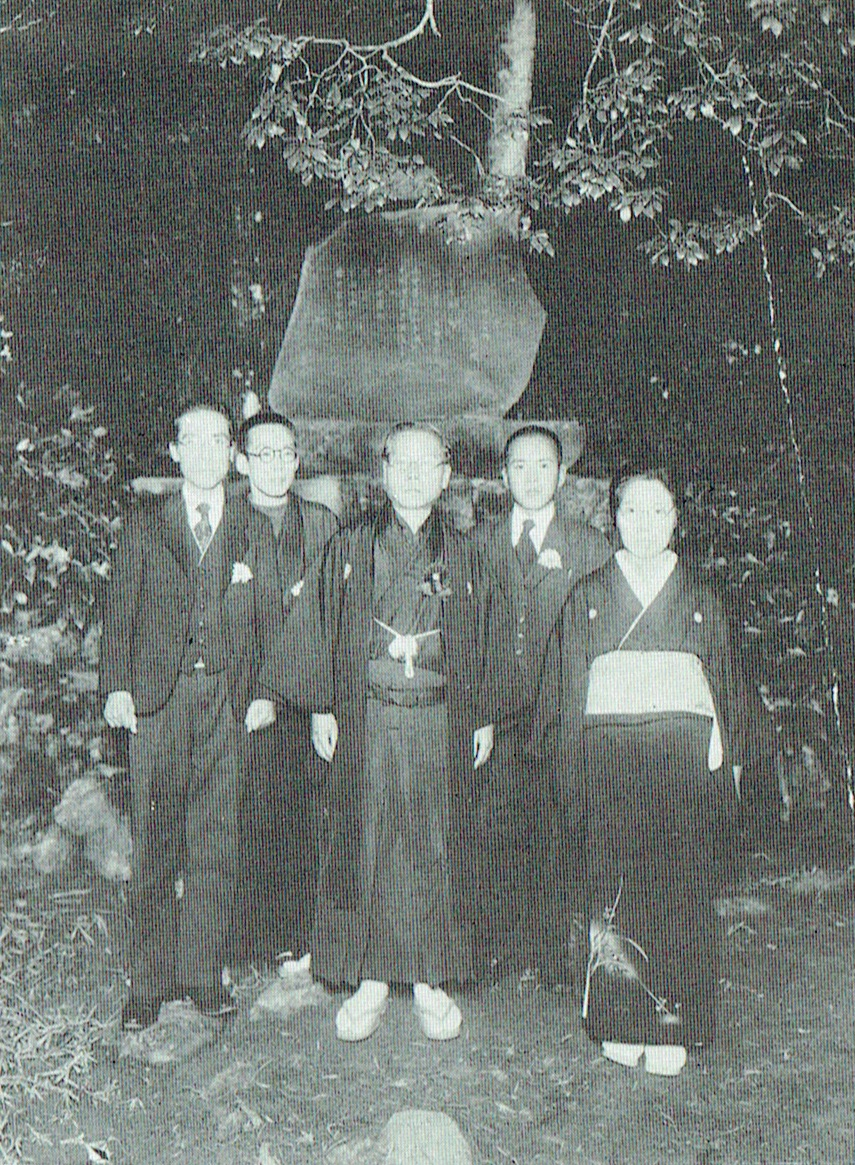
「ふるさとの」詩碑除幕式での撮影
後列大塚徹、八木好美
前列吉川則比古、露風、なか夫人

### 詩集・童謡集
- 夏姫（1906年7月、血汐会）
- 廃園（1909年9月、光華書房）
- 寂しき曙（1910年11月、博報堂）
- 白き手の猟人（1913年、東雲堂書店）
- 露風集（1913年、東雲堂）
- 良心（1915年、白日社）
- 幻の田園（1915年、東雲堂）
- 蘆間の幻影（1920年、新潮社）
- 生と恋（1920年、アルス）
- 真珠島（1921年、アルス）
- 青き樹かげ（1922年、新潮社）
- 信仰の曙（1922年、新潮社）
- 小鳥の友（1926年、新潮社）
- 神と人（1926年、新潮社）

### 歌集
- トラピスト歌集（1926年、アルス）

### 詩論
- 露風詩話（1915年、白日社）
- 詩歌の道（1925年、アルス）

### 随筆・宗教書等
- 修道院雑筆（1925年、新潮社）
- 修道院生活（1926年、新潮社）
- 我が歩める道（1928年、厚生閣書店）
- 日本カトリツク教史（1929年、第一書房）

### 全集など
- 『三木露風全集』全3巻、三木露風全集刊行会、1972-74　日本図書センターより復刻
- 『作家の自伝62 三木露風 我が歩める道ほか』中島洋一編、日本図書センター、1998年
- 『赤とんぼ 三木露風童謡詩集』雨田光弘絵、ネット武蔵野、2006年

## 童謡など

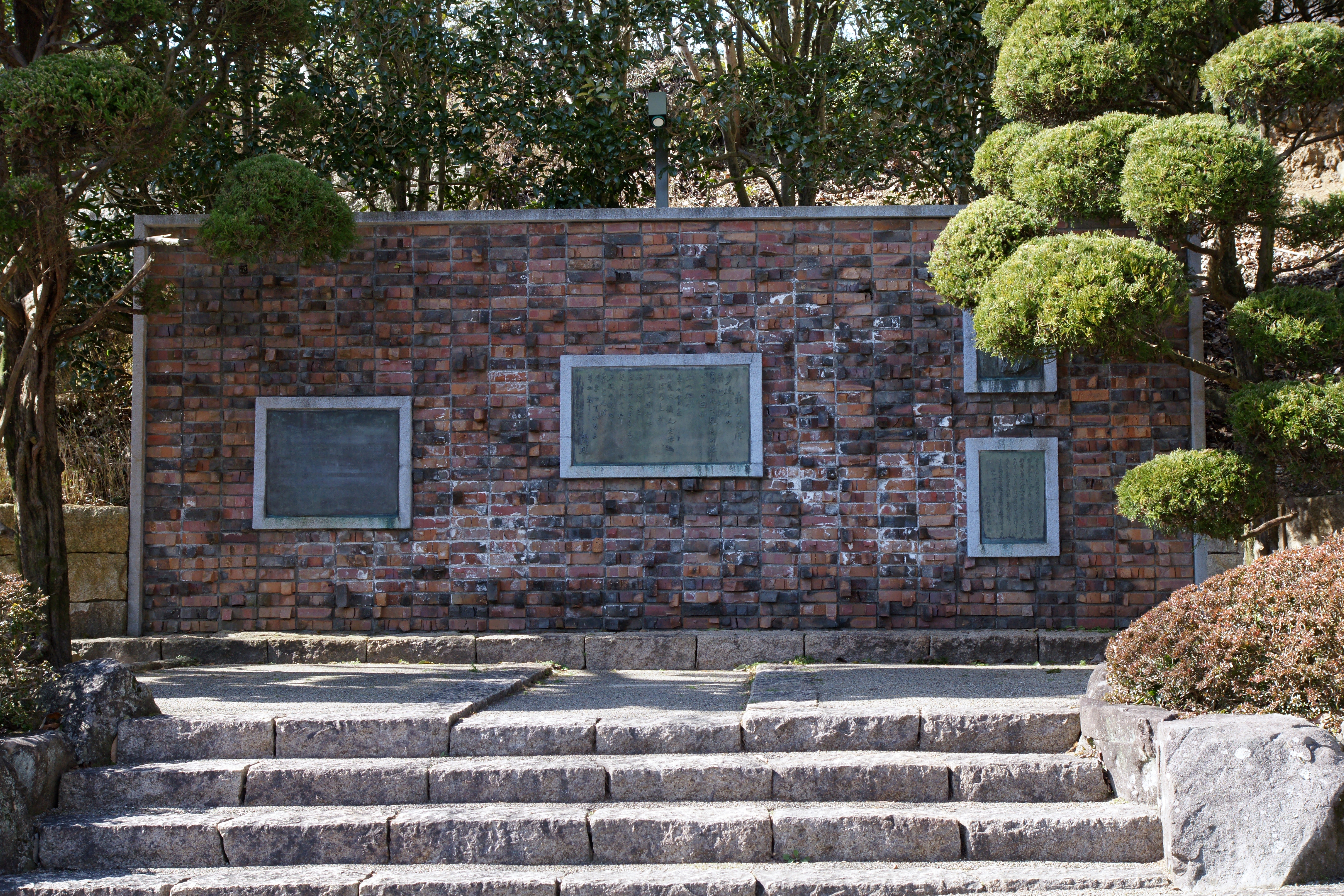
「赤とんぼ」石碑（兵庫県たつの市）

以下の山田耕筰作曲の作品がよく知られる。
- 赤とんぼ
- 秋の夜
- かっこう
- 十五夜
- 野薔薇

## 作詞
- 兵庫県立飾磨工業高等学校校歌
- 姫路市立姫路高等学校校歌
- たつの市立誉田小学校校歌
- たつの市立龍野小学校校歌
- たつの市立小宅小学校校歌
- 兵庫県立龍野実業高等学校校歌
- 赤穂市立赤穂小学校校歌
- 三鷹市立高山小学校校歌